# Pont-de-Labeaume
Pour les articles homonymes, voir Pont (toponyme) et Labeaume.
Pont-de-Labeaume est une commune française, située dans le département de l'Ardèche en région Auvergne-Rhône-Alpes.

## Géographie

### Situation
Pont-de-Labeaume est une commune du Sud-Est de la France, située sur le piémont de la Cévenne ardéchoise. Le centre de la commune se trouve dans la haute-vallée de l'Ardèche, à la confluence de la Fontaulière et du Lignon avec l'Ardèche, à dix kilomètres à l'ouest d'Aubenas, sur la route nationale N 102. La commune fait partie de l'aire urbaine d'Aubenas.

### Communes limitrophes
Pont-de-Labeaume est limitrophe de cinq communes, toutes situées dans le département de l'Ardèche et réparties de la façon suivante :

### Climat
Pour des articles plus généraux, voir Climat d'Auvergne-Rhône-Alpes et Climat de l'Ardèche.
En 2010, le climat de la commune est de type climat méditerranéen franc, selon une étude du CNRS s'appuyant sur une série de données couvrant la période 1971-2000. En 2020, Météo-France publie une typologie des climats de la France métropolitaine dans laquelle la commune est exposée à un climat de montagne ou de marges de montagne et est dans la région climatique Sud-est du Massif Central, caractérisée par une pluviométrie annuelle de 1 000 à 1 500 mm, minimale en été, maximale en automne.
Pour la période 1971-2000, la température annuelle moyenne est de 11,9 °C, avec une amplitude thermique annuelle de 17,3 °C. Le cumul annuel moyen de précipitations est de 1 486 mm, avec 8,1 jours de précipitations en janvier et 4,8 jours en juillet. Pour la période 1991-2020, la température moyenne annuelle observée sur la station météorologique de Météo-France la plus proche, sur la commune de Vals-les-Bains à 6 km à vol d'oiseau, est de 13,5 °C et le cumul annuel moyen de précipitations est de 1 250,4 mm,. Pour l'avenir, les paramètres climatiques de la commune estimés pour 2050 selon différents scénarios d'émission de gaz à effet de serre sont consultables sur un site dédié publié par Météo-France en novembre 2022.

### Hydrographie
Le territoire communal est traversé par l'Ardèche, un affluent du Rhône en sa rive droite.

### Voies de communication
Le territoire communal est traversé par la RD 102 (ancienne route nationale 102) qui relie l'autoroute A75 à la RN 7.

## Urbanisme

### Typologie
Au 1er janvier 2024, Pont-de-Labeaume est catégorisée commune rurale à habitat dispersé, selon la nouvelle grille communale de densité à 7 niveaux définie par l'Insee en 2022.
Elle est située hors unité urbaine. Par ailleurs la commune fait partie de l'aire d'attraction d'Aubenas, dont elle est une commune de la couronne,. Cette aire, qui regroupe 68 communes, est catégorisée dans les aires de 50 000 à moins de 200 000 habitants,.

### Occupation des sols
L'occupation des sols de la commune, telle qu'elle ressort de la base de données européenne d’occupation biophysique des sols Corine Land Cover (CLC), est marquée par l'importance des forêts et milieux semi-naturels (69 % en 2018), une proportion identique à celle de 1990 (69 %). La répartition détaillée en 2018 est la suivante : 
forêts (69 %), zones agricoles hétérogènes (20,8 %), zones urbanisées (10 %), prairies (0,2 %).
L'évolution de l’occupation des sols de la commune et de ses infrastructures peut être observée sur les différentes représentations cartographiques du territoire : la carte de Cassini (XVIIIe siècle), la carte d'état-major (1820-1866) et les cartes ou photos aériennes de l'IGN pour la période actuelle (1950 à aujourd'hui).

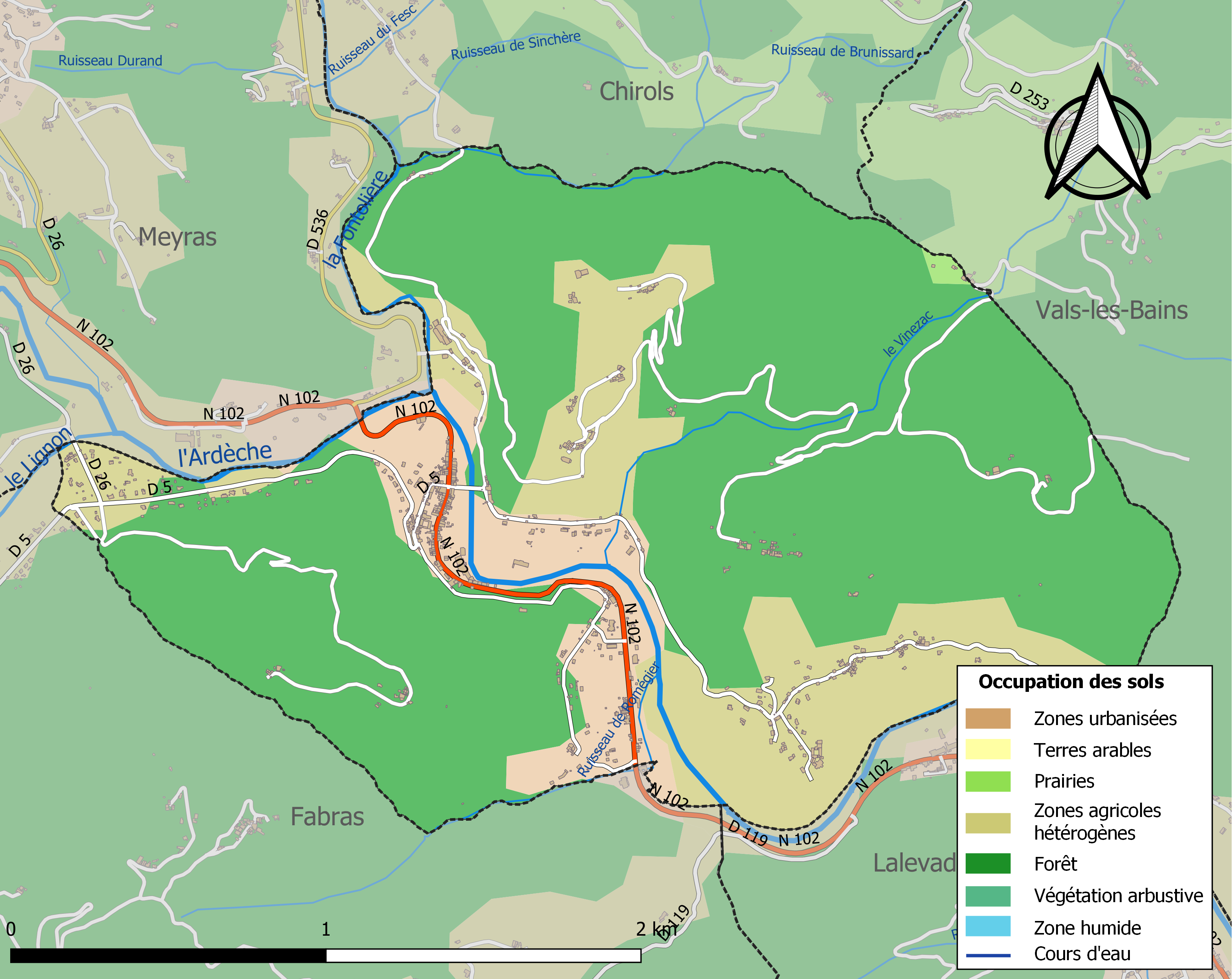
Carte des infrastructures et de l'occupation des sols de la commune en 2018 (CLC).

### Risques naturels

#### Risques sismiques
L'ensemble du territoire de la commune de Pont-de-Labeaume est situé en zone de sismicité no 2 (sur une échelle de 5), comme la plupart des communes situées sur le plateau et la montagne ardéchoise.
| Type de zone | Niveau           | Définitions (bâtiment à risque normal) |
| ------------ | ---------------- | -------------------------------------- |
| Zone 2       | Sismicité faible | accélération = 1,1 m/s2                |

## Histoire
La commune de Pont-de-Labeaume est née le 15 décembre 1903, en même temps que Lalevade-d'Ardèche, lors de la séparation de son chef-lieu Niègles.
Pont-de-Labeaume apparaît dans le DLC "Vive la France", sorti en 2016, du jeu de simulation Euro Truck Simulator 2.

## Politique et administration

### Liste des maires
| Période                                  | Période                   | Identité           | Étiquette  | Qualité |
| ---------------------------------------- | ------------------------- | ------------------ | ---------- | ------- |
| Les données manquantes sont à compléter. |                           |                    |            |         |
| 1965                                     | 1971                      | Emile Touzet       | SE         |         |
| 1971                                     | 1972                      | Emile Massebeuf    | SE         |         |
| 1972                                     | 1977                      | Paule Desormeaux   | SE         |         |
| 1977                                     | mars 1989                 | René Clément       | SE-app.PCF |         |
| mars 1989                                | mars 1995                 | Gustave Soubeyrand | SE         |         |
| mars 1995                                | mars 2008                 | Guy Chene          | SE         |         |
| mars 2008                                | En cours (au 6 août 2020) | Yves Veyrenc,      | SE         | Employé |

## Population et société

### Démographie
L'évolution du nombre d'habitants est connue à travers les recensements de la population effectués dans la commune depuis 1906. Pour les communes de moins de 10 000 habitants, une enquête de recensement portant sur toute la population est réalisée tous les cinq ans, les populations de référence des années intermédiaires étant quant à elles estimées par interpolation ou extrapolation. Pour la commune, le premier recensement exhaustif entrant dans le cadre du nouveau dispositif a été réalisé en 2006.

En 2022, la commune comptait 572 habitants, en évolution de +0,18 % par rapport à 2016 (Ardèche : +2,48 %, France hors Mayotte : +2,11 %).
| 1906  | 1911 | 1921 | 1926 | 1931 | 1936 | 1946 | 1954 | 1962 |
| ----- | ---- | ---- | ---- | ---- | ---- | ---- | ---- | ---- |
| 1 003 | 949  | 875  | 846  | 831  | 780  | 643  | 647  | 599  |

| 1968 | 1975 | 1982 | 1990 | 1999 | 2006 | 2011 | 2016 | 2021 |
| ---- | ---- | ---- | ---- | ---- | ---- | ---- | ---- | ---- |
| 532  | 545  | 529  | 517  | 485  | 551  | 564  | 571  | 577  |

| 2022 | - | - | - | - | - | - | - | - |
| ---- | - | - | - | - | - | - | - | - |
| 572  | - | - | - | - | - | - | - | - |

### Enseignement
La commune est rattachée à l'académie de Grenoble.

### Médias
La commune est située dans la zone de distribution de deux organes de la presse écrite :
- L'Hebdo de l'Ardèche

Il s'agit d'un journal hebdomadaire français basé à Valence et diffusé à Privas depuis 1999. Il couvre l'actualité de tout le département de l'Ardèche.
- Le Dauphiné libéré

Il s'agit d'un journal quotidien de la presse écrite française régionale distribué dans la plupart des départements de l'ancienne région Rhône-Alpes, notamment l'Ardèche. La commune est située dans la zone d'édition d'Aubenas - Privas - Vallée du Rhône.

### Cultes
La communauté catholique et l'église paroissiale (propriété de la commune) sont rattachée à la paroisse S ainte Marie Rivier en Val d’Ardèche », elle-même rattachée au diocèse de Viviers.

## Culture et patrimoine

### Lieux et monuments

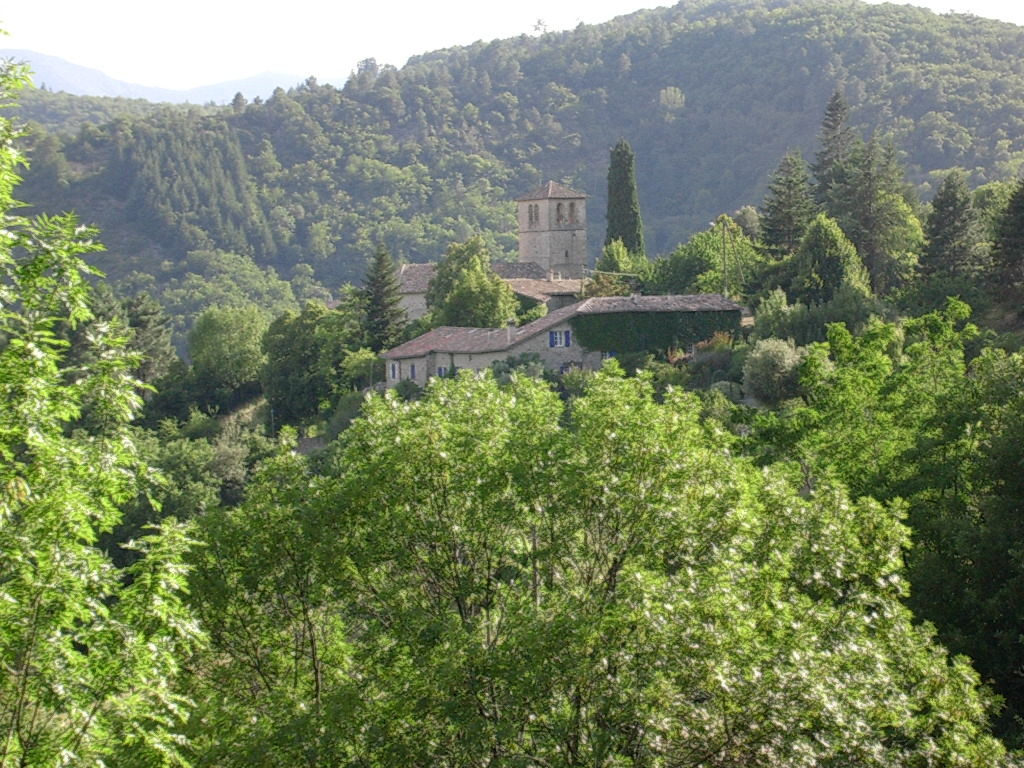
Église romane de Niègles.

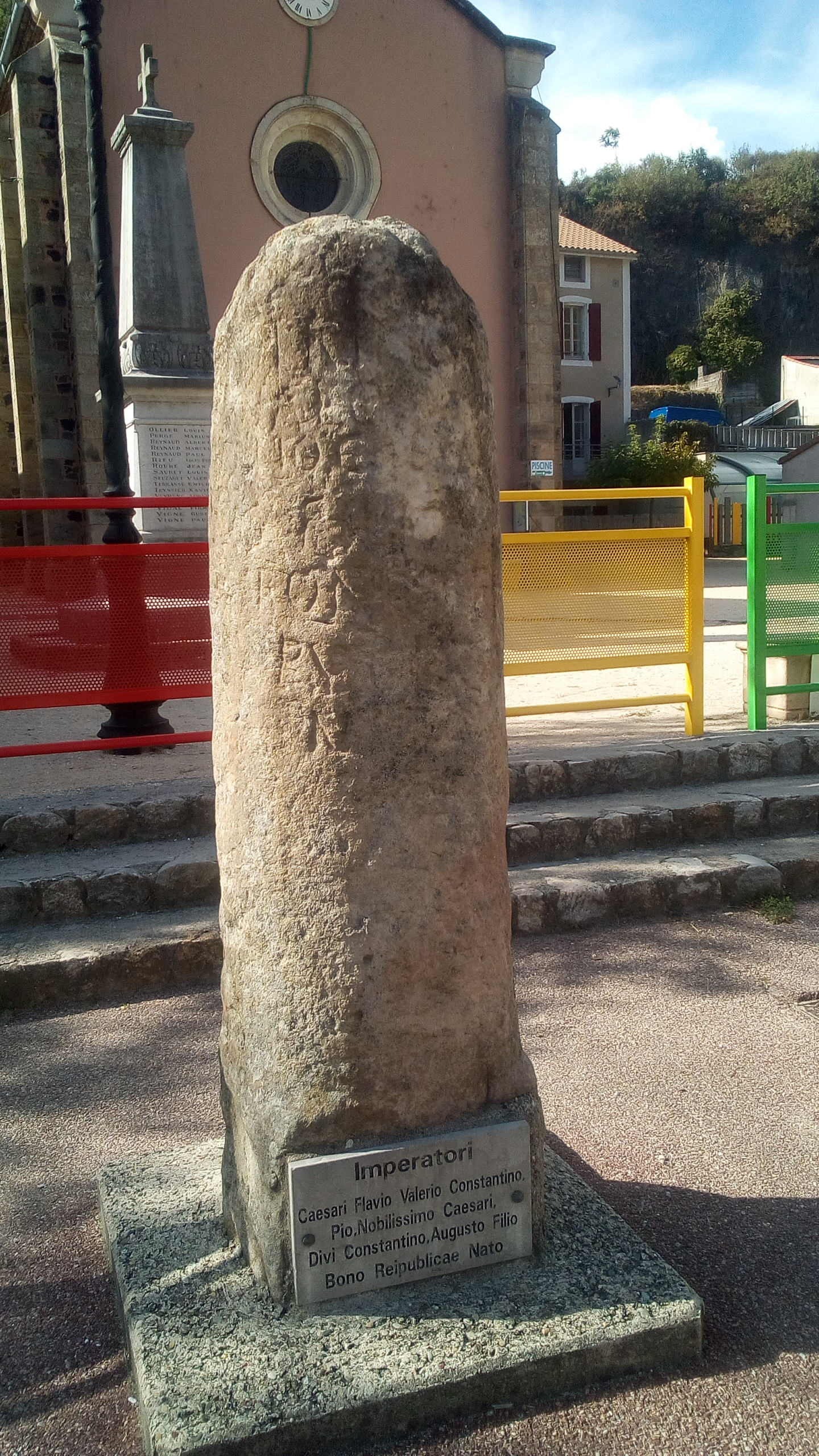
Borne romaine de Pont-de-Labeaume

- Église Notre-Dame de Niègles, inscrite au titre des monuments historiques en 1975, et abritant une vierge noire et un calvaire.
- Église Notre-Dame de Pont-de-Labeaume.
- Borne milliaire (borne romaine classée au titre des monuments historiques en 1932)[23].

### Zones naturelles protégées

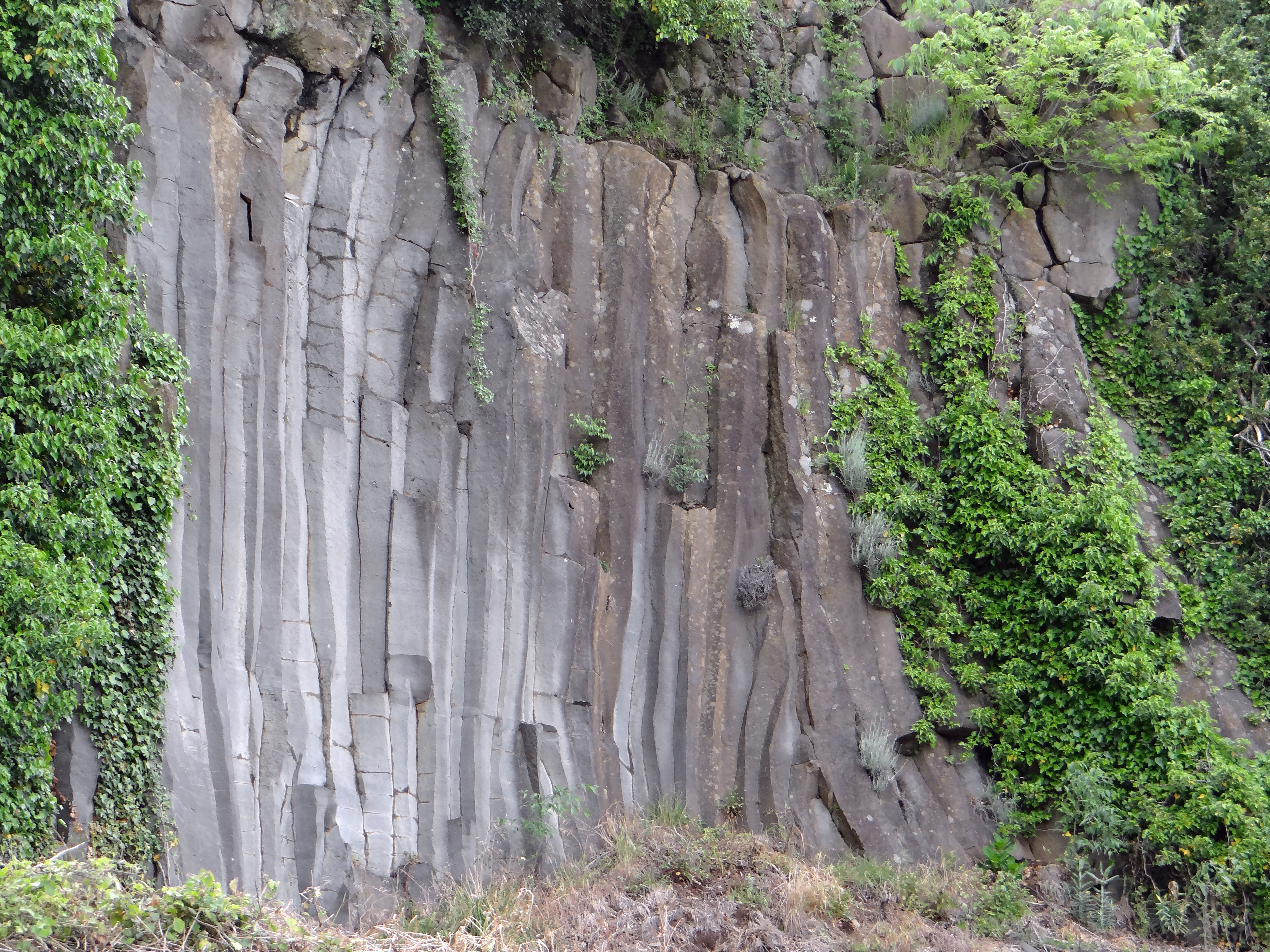
Prismation de la coulée de lave, ou orgues basaltiques, à côté de la mairie.

- Pont-de-Labeaume est une commune du parc naturel régional des Monts d'Ardèche. La particularité de Pont-de-Labeaume par rapport aux autres villages des Jeunes volcans d'Ardèche c'est qu'il n'est pas construit sur une coulée de lave, mais sur deux coulées superposées, celles du Ray-Pic et celle du Souilhol. Une première coulée du volcan strombolien du Souilhol[24] s'est déversée dans la vallée du Lignon avant de rejoindre la vallée de l'Ardèche à Pont-de-Labeaume, où elle recouvre la coulée du Ray-Pic. L'Ardèche a entaillé cette coulée en recreusant son lit, mettant en évidence la structure interne de la coulée et en particulier les orgues basaltiques. Cette coulée de lave est antérieure à celle de la coupe de Jaujac, qui a buté contre elle à la confluence des vallées de l'Ardèche et du Lignon[25].
- Les rives de l'Ardèche et du Lignon sont classées dans le cadre d'une zone ZNIEFF de type I nommée Haute-vallée de l'Ardèche[26] ;
- Ruisseau du Bosc.

### Héraldique
|  | Pont-de-Labeaume possède des armoiries dont l'origine et le blasonnement exact ne sont pas disponibles. |